# Lights (Lights)
Lights è l'EP di debutto della cantante canadese Lights, pubblicato il 24 luglio 2008.
Quattro dei brani presenti nell'EP sono stati successivamente registrati in una nuova versione per l'album di debutto della cantante, The Listening.

## Tracce
Testi e musiche di Lights, eccetto dove indicato.
1. Ice – 2:57 (Lights, Thomas Salter)
2. Drive My Soul – 3:22 (Lights, Salter)
3. February Air – 3:50 (Lights, Dave Thomson)
4. White – 3:20 (Lights, Saelter)
5. I Owe You One – 3:39
6. The Last Thing on Your Mind – 3:21

## Classifiche
| Classifica (2008)         | Posizione massima |
| ------------------------- | ----------------- |
| Stati Uniti (heatseekers) | 27                |